# Microplitis menciana
Microplitis menciana är en stekelart som beskrevs av Xu och He 1999. Microplitis menciana ingår i släktet Microplitis och familjen bracksteklar. Inga underarter finns listade i Catalogue of Life.